# Slow motion (De Dijk)
Slow motion is een nummer van de Nederlandse band De Dijk uit 1983. Het is de eerste single van hun tweede studioalbum Nooit meer Tarzan.
Het nummer leverde De Dijk een klein hitje op; het bereikte een bescheiden 17e positie in de Tipparade. Hiermee was het, na Bloedend hart, de tweede keer dat de Amsterdammers in deze lijst terechtkwamen. Ondanks de toch wat magere positie in de Tipparade, werd het nummer wel een radiohit.